# Lo imperdonable (2015)
Lo imperdonable é uma telenovela mexicana produzida por Salvador Mejía para Televisa e transmitida pelo Canal de las Estrellas de 20 de abril a 04 de outubro de 2015 em 122 Capítulos, Substituindo Hasta el fin del mundo e sendo substituída por Pasión y poder.
É um remake mesclado das telenovelas La mentira, produzida em 1998, Lo imperdonable, produzida em 1975, e de uma trama inédita da autora Caridad Bravo Adams, chamada Tzintzuntzán, la noche de los muertos.
A trama é protagonizada por Ana Brenda Contreras e Iván Sánchez, antagonizada por Grettell Valdez, Guillermo García Cantú, Juan Ángel Esparza, Alicia Machado, Salvador Sánchez, Osvaldo de León, Patsy e Jackie Sauza e com atuações estelares de Sergio Sendel, Juan Ferrara e Claudia Ramírez

## Sinopse
Virginia (Grettell Valdez) odeia Verónica (Ana Brenda Contreras) desde que ambas foram adotadas pelo casal Prado Castelo. Para Virginia, foi imperdoável que Jorge (Juan Ferrara), o marido de sua tia Salma (Patsy), levasse a pequena Verónica para viver com eles, e que lhe desse seu prestigiado sobrenome, sendo filha de um alcoólatra. Virginia espera se casar com Emiliano (Sergio Sendel), único herdeiro de seus tios, para se apoderar da fortuna Prado Castelo. Mas Emiliano sempre amou Verónica, e ao voltar do exterior, chega com o desejo de se casar com ela.
Por outro lado, Martín San Telmo (Iván Sánchez) fica sabendo que seu irmão Demetrio (Pablo Montero) se suicidou por culpa de uma mulher má, que utilizou de seu amor apenas para fazer fortuna. Essa imperdoável vilania faz Martín jurar em seu tumulo que encontrará essa mulher para fazê-la pagar; mas a única evidência que tem é uma medalha com o nome "V". "Prado Castelo".
Martín conhece Verónica, e entre eles surge o amor à primeira vista. Mas  Virginia assegura a Martín que Verónica é capaz de qualquer baixaria para conseguiro o que quer, começando falando que Verónica foi a amante de Demetrio. Martín pede a Verónica que seja sua esposa para se vingar dela. De imediato viajam à Mina Escondida, onde ele a faz acreditar que está na ruína e a trata cruelmente. Verónica se mostra paciente e compreensiva, até saber que Demetrio e Martín eram irmãos e que ele a desprezou para se vingar dela. A raiva e a dor invadem o coração de Verónica, que incapaz de perdoar tanta infâmia, decide abandonar Martín. O casal terá que escolher entre se deixar levar pelo imperdoável ou permitir que o amor volte a uni-los.

## Elenco
| Ator                   | Personagem                                       |
| ---------------------- | ------------------------------------------------ |
| Ana Brenda Contreras   | Verónica Prado-Castelo / Verónica Botel Castilla |
| Iván Sánchez           | Martín San Telmo Ballesteros                     |
| Sergio Sendel          | Emiliano Prado-Castelo Durán                     |
| Grettell Valdez        | Virginia Prado-Castelo                           |
| Juan Ferrara           | Jorge Prado-Castelo                              |
| Claudia Ramírez        | Magdalena Castilla de Botel                      |
| Guillermo Capetillo    | Padre Juan                                       |
| Alicia Machado         | Claudia Ordaz                                    |
| Gaby Mellado           | Ana Perla Sánchez Álvarez                        |
| Sebastián Zurita       | Pablo Hidalgo                                    |
| Osvaldo de León        | Daniel Fernández                                 |
| Salvador Sánchez       | Crescencio Álvarez                               |
| Paty Díaz              | Raymunda Álvarez de Arroyo                       |
| Juan Ángel Esparza     | Manuel Sánchez Álvarez                           |
| Delia Casanova         | Matilde Torres                                   |
| Patsy                  | Salma Durán de Prado-Castelo                     |
| Roberto Ballesteros    | Joaquín Arroyo                                   |
| Marcelo Buquet         | Aquiles Botel                                    |
| Guillermo García Cantú | Aarón Martínez                                   |
| Luz María Jerez        | Lucía Hidalgo                                    |
| Gabriela Goldsmith     | Montserrat Vivanco vda. de De la Corcuera        |
| Tania Lizardo          | Blanca "Blanquita" Arroyo Álvarez                |
| Ricardo Franco Sierra  | Julio Luna                                       |
| Mar Contreras          | Nanciyaga                                        |
| Gonzalo Vivanco        | Pierre Dussage                                   |
| Jackie Sauza           | Mariana de la Corcuera Vivanco                   |
| Camil Hazouri          | Apolinar "Polo" Arroyo Alvarez                   |
| Raúl Magaña            | Alfredo Díaz                                     |
| Nataly Umaña           | Ireri                                            |
| Pablo Montero          | Demetrio Silveira Ballesteros                    |
| Danna García           | Rebeca Rojo Guevara                              |
| Felipe Flores          | Uspin                                            |
| Susana Diazayas        | Gaby                                             |
| Alan Slim              | Arturo Huerta                                    |
| Elsa Cárdenas          | Jovita                                           |
| Arturo Barba           | Clemente Martínez                                |
| Rodrigo Mejía          | Nicolás                                          |
| Sergio Acosta          | Medel                                            |
| Diego Olivera          | Jerónimo del Villar                              |
| Ruth Rosas             | Tomasina                                         |
| Francisco Avendaño     | Aldo                                             |
| Silvia Manríquez       | Srta. Ballesteros                                |
| Michel Ciurana Duval   | Teo                                              |
| Juan Bertheau          | Lorenzo                                          |
| Laura Vignatti         | Susana                                           |

## Produção
As gravações de Lo imperdonable foram iniciadas em fevereiro de 2015 em San Luis Potosí. O produtor Salvador Mejía disse que as iniciou em ritmo acelerado para não se sentir pressionado após a estreia da telenovela. Em março começaram a ser gravados os vídeos promocionais e a abertura. Ao decorrer das gravações, o produtor Salvador Mejía chegou anunciar que iria remover a personagem de Ana Brenda Contreras para "descansar" a imagem da atriz e tentar levantar a audiência que já na semana de estreia caiu de 21 para 16 pontos. Mais tarde a atriz revelou que eram rumores que a faziam "rir" e negou a saída. As cenas finais foram gravadas entre agosto e setembro de 2015, também em San Luis Potosí. Mas precisamente foram feitas gravações em Real de Catorce, Cerro de San Pedro e na Cachoeira de Tamil (em espanhol: Cascada de Tamul) em Aquismón, mas devido a falta de apoio dos governos estatais para a produção, os créditos foram omitidos.

## Audiência
| Horário             | # Eps. | Estreia             | Estreia           | Final                | Final           | Posição | Temporada | Classificação geral |
| Horário             | # Eps. | Data                | Primeiro capítulo | Data                 | Último capítulo | Posição | Temporada | Classificação geral |
| ------------------- | ------ | ------------------- | ----------------- | -------------------- | --------------- | ------- | --------- | ------------------- |
| Segunda—Sexta 21:30 | 122    | 20 de abril de 2015 | 21                | 4 de outubro de 2015 | 19              | #1      | 2015      | 18                  |

A trama estreou em baixa, com 21.4 pontos. Antes de completar 35 capítulos exibidos, conseguiu uma pequena melhoria na audiência e entrou na lista das telenovelas mais vistas, ficando somente atrás de Amores con trampa. Tal feito foi alcançado após substituir parte da equipe de produção. Seu último capítulo teve média de 19.3 pontos. Terminou com uma média de 18 pontos, índices muito baixos para o horário nobre, foi a novela de menor audiência do horário desde La tempestad. O desempenho ruim também foi comparado com Corazón salvaje (2009), por ser mais um fracasso do produtor Salvador Mejía.

## Prêmios e indicações
| Categoria                | Nomeado/a       | Resultado |
| ------------------------ | --------------- | --------- |
| Melhor atriz antagonista | Grettell Valdez | Indicado  |
| Melhor atriz co-estrelar | Claudia Ramirez | Indicado  |
| Melhor ator juvenil      | Osvaldo de León | Indicado  |

## Versões
La Mentira
- La mentira (1952), filme dirigido por Juan J. Ortega e protagonizado por Marga López, Jorge Mistral e Gina Cabrera.

- La mentira (1965), telenovela dirigida e produzida por Ernesto Alonso para Televisa. Protagonizada por Julissa, Enrique Lizalde e Fanny Cano.

- Calúnia (1966), telenovela adaptada por Thalma de Oliveira para a TV Tupi. Foi protagonizada por Fernanda Montenegro, Sérgio Cardoso e Geórgia Gomide.

- La mentira (1970), filme dirigido por Emilio Gómez Muriel e protagonizada por Julissa, Enrique Lizalde e Blanca Sánchez.

- El amor nunca muere (1982), telenovela dirigida por Alfredo Saldaña e produzida por Ernesto Alonso para Televisa. Protagonizada por Christian Bach, Frank Moro e Silvia Pasquel.

- La mentira (1998), telenovela produzida pela Televisa e protagonizada por Kate del Castillo, Guy Ecker e Karla Álvarez.

- El juramento (2008), telenovela produzida pela Telemundo e protagonizada por Natalia Streignard, Osvaldo Ríos e Dominika Paleta. No início esta telenovela teria o título de El engaño.

- Cuando me enamoro (2010), telenovela produzida pela Televisa e protagonizada por Silvia Navarro, Juan Soler e Jessica Coch.

- Corações Feridos (2012), telenovela produzida pelo SBT adaptada por Íris Abravanel, e exibida a partir de 2012 pelo mesmo canal, foi protagonizada por Patrícia Barros, Flávio Tolezani e Cynthia Falabella.

Lo Imperdonable
- Lo imperdonable (1975), produzida por Ernesto Alonso para a Televisa e protagonizada por Amparo Rivelles, Rogelio Guerra e Armando Silvestre.
- Siempre te amaré (2000), produzida por Juan Osorio para a Televisa e protagonizada por Laura Flores, Fernando Carrillo e Arturo Peniche.
- Na versão de 2015 os papéis corresponderam a Claudia Ramírez, Marcelo Buquet e Guillermo García Cantú.